# Исмаилов, Исмаил Бегляр оглы
Исмаи́л Бегля́р оглы́ Исмаи́лов (азерб. İsmayıl Bəylər oğlu İsmayılov; 10 апреля 1915, Кенгерли, Елизаветпольская губерния — ?) — советский азербайджанский виноградарь, Герой Социалистического Труда (1955).

## Биография
Родился 10 апреля 1915 года в селе Кенгерли Шушинского уезда Елизаветпольской губернии.
Участник Великой Отечественной войны. На фронтах с августа 1943 года, служил в звании младшего сержанта в 9-м корпусе 5-й армии. Демобилизован в ноябре 1943 году в связи с ранением.
С 1939 года агротехник, бригадир, заведующий отделением, директор виноградарского совхоза имени Натаван Агдамского района, с 1975 года рабочий Агдамского консервного завода. В 1953 году, будучи заведующим отделением, получил урожай винограда 269,1 центнеров с гектара на площади 49,4 гектаров.
Указом Президиума Верховного Совета СССР от 16 мая 1955 года за получение высоких урожаев винограда в 1953 году на поливных виноградниках Исмаилову Исмаилу Бегляр оглы присвоено звание Героя Социалистического Труда с вручением ордена Ленина и золотой медали «Серп и Молот».
Член КПСС с 1948 года.